# إير تراكتور إيه تي-501
أير تراكتور إيه تي-501 (بالإنجليزية: Air Tractor AT-501)‏ هي طائرة زراعية طارت لأول مرة في الولايات المتحدة في 25 أبريل 1986.

## مواصفات (AT-503)
مصدر البيانات: Jane's All The World's Aircraft 1988-89 
الخصائص العامة
- طاقم العمل: واحد
- السعة: 

  - 1 راكب
  - 502 غال أمريكي (1,900 لتر) مواد كيميائية
- الطول: 33 قدم 6 إنش (10.21 م)
- طول الجناح: 48 قدم 0 إنش (14.63 م)
- الأرتفاع: 9 قدم 9½ إنش (2.99 م)
- منطقة الجناح: 288.0 قدم2 (26.76 م2)
- الوزن الفارغ: 4,650 رطل (2,109 كجم)
- الوزن الإجمالي: 10,480 رطل (4,754 كجم)
- المحرك: 1 × محرك مروحة عنفية برات آند ويتني PT6A-45R, 1,100[2] حصان (820 كيلو وات)

الأداء
- السرعة القصوى: 220 ميل/ساعة (340 كم/س)
- المدى: 800 ميل (1,287 كم)
- الحد الأقصى للخدمة: 36,000 قدم (10,975 م)
- معدل الصعود: 3,500 قدم / دقيقة (1,067 م/ث)